# Paranita
Genre
Paranita est un genre d'araignées aranéomorphes de la famille des Trachelidae.

## Distribution
Les espèces de ce genre sont endémiques d'Argentine.

## Liste des espèces
Selon World Spider Catalog (version 25.0, 30/05/2024) :
- Paranita inesae Ramírez & Grismado, 2024
- Paranita paulae Ramírez & Grismado, 2024

## Systématique et taxinomie
Ce genre a été décrit par Ramírez et Grismado en 2024 dans les Trachelidae.